# Скавиш Максим Петрович
Скавиш Максим Петрович (біл. Максім Пятровіч Скавыш, 13 листопада 1989, Мінськ) — білоруський футболіст, нападник футбольного клубу БАТЕ.

## Клубна кар'єра
Вихованець футбольної школи «Зміна» (Мінськ), перший тренер — Михайло Францович Шутович.
Професіональну кар'єру розпочав 2007 року в БАТЕ, де спочатку виступав за дублюючий склад. Дебютував за борисовську команду 11 вересня 2007 року в поєдинку проти ФК «Мінська». Поступово отримував все більше ігрової практики, а з 2009 року став гравцем основного складу. 5 квітня того ж року відзначився дебютним голом за борисовців у воротах могильовського «Дніпра». За підсумками сезону 2009 року з 12-а голами став третім найкращим бомбардиром білоруського чемпіонату. У січні 2012 року разом з Михайлом Гордійчуком відправився в оренду до бобруйської «Білшини». Наступного року відправився в оренду до російської «Балтики», а вже в травні того ж року клуб викупив контракт Максима.
У червні 2015 року вирішив не продовжувати контракту з «Балтикою». Очікувалося, що Скавиш підсилить саратовський «Сокіл», проте в останній момент перехід зірвався. Потім тренувався разом з мінським «Динамо», але зрештою столичний клуб не зміг домовитися з нападником. У липні 2015 року приєднався до «Торпедо-БелАЗ», з яким 22 липня уклав договір. У складі жодинців виступав на позиції центрального форварда.
У січні 2016 року домовився про продовження контракту з «автозаводцями». Вдало провів першу частину сезону 2016 року, став одним з лідерів жоденців, допоміг команді виграти кубок Білорусі. Наприкінці червня 2016 року підписав контракт з «Хапоелем» (Кфар-Сава). Однак закріпитися в команді не вдалося й на початку січня 2017 року залишив Ізраїль. Після повернення з Ізраїлю став гравцем «автозаводців». У сезоні 2017 року зіграв за «Торпедо-БелАЗ» 30 матчів у чемпіонаті Білорусі, в яких відзначився 9-а голами.
У грудні 2017 року повернувся в БАТЕ. У складі борисовської команди виходив переважно на заміну. У сезоні 2018 року відзначився 11-а голами, в тому числі вісьмома після виходу з лави запасних.
У сезоні 2019 року чергував виходи на заміну з грою в стартовому складі, з 10-а голами став другим найкращим бомбардиром команди. У вересні 2019 року продовжив контракт з борисовцями.

## Кар'єра в збірній
Виступав за молодіжну збірну Білорусі, разом з якою здобув бронзові медалі на молодіжному Чемпіонаті Європи 2011 року, забивши 1 м'яч у ворота команди Ісландії. З 2011 року виступав за олімпійську збірну Білорусі. На Олімпійських іграх 2012 року виходив на поле в одному поєдинку.
У футболці національної збірної Білорусі дебютував 3 червня 2013 року в товариському поєдинку проти національної збірної Естонії. Після 2014 року тривалий період часу до збірної не викликався, і лише в березні 2017 року, після того як білоруську збірну очолив тренер «Торпедо-БелАЗ» Ігор Криушенко, знову отирмав виклик до національної команди. Вперше відзначився голом в складі збірної 27 березня 2018 року, відкривши рахунок в товариському матчі зі Словенією в Любляні (2:0).

## Статистика виступів

### Клубна
| Сезон       | Дивізіон | Клуб            | Країна   | Матчі | Голи |
| ----------- | -------- | --------------- | -------- | ----- | ---- |
| 2007        | Д1       | БАТЕ            | Білорусь | 1     | 0    |
| 2008        | L1       | БАТЕ            | Білорусь | 16    | 0    |
| 2009        | Д1       | БАТЕ            | Білорусь | 25    | 12   |
| 2010        | Д1       | БАТЕ            | Білорусь | 26    | 9    |
| 2011        | Д1       | БАТЕ            | Білорусь | 21    | 3    |
| 2012        | Д1       | «Білшина»       | Білорусь | 30    | 4    |
| 2012/13 (2) | Д2       | «Балтика»       | Росія    | 11    | 3    |
| 2013/14     | Д2       | «Балтика»       | Росія    | 31    | 3    |
| 2014/15     | Д2       | «Балтика»       | Росія    | 15    | 1    |
| 2015 (2)    | Д1       | «Торпедо-БелАЗ» | Білорусь | 12    | 1    |
| 2016 (1)    | Д1       | «Торпедо-БелАЗ» | Білорусь | 14    | 7    |
| 2016/17 (1) | Д1       | «Хапоель» (КС)  | Ізраїль  | 8     | 0    |
| 2017        | Д1       | «Торпедо-БелАЗ» | Білорусь | 30    | 9    |
| 2018        | Д1       | БАТЕ            | Білорусь | 29    | 11   |
| 2019        | Д1       | БАТЕ            | Білорусь | 25    | 10   |
| 2020        | Д1       | БАТЕ            | Білорусь | 29    | 19   |

### Голи за збірну
Рахунок та результат збірної Білорусі в таблиці подано на першому місці.
| №  | Дата            | Місце                             | Суперник | Рахунок | Результат | Змагання                            |
| -- | --------------- | --------------------------------- | -------- | ------- | --------- | ----------------------------------- |
| 1. | 27 березня 2018 | Стожиці, Любляна, Словенія        | Словенія | 1–0     | 2–0       | Товариський матч                    |
| 2. | 6 вересня 2019  | А. Ле Кок Арена, Таллінн, Естонія | Естонія  | 2–1     | 2–1       | кваліфікація чемпіонату Європи 2020 |

## Досягнення

### Клубні
- Білоруська футбольна вища ліга
  -  Чемпіон (8): 2007, 2008, 2009, 2010, 2011, 2018, 2021, 2022
  -  Срібний призер (1): 2019, 2020

- Кубка Білорусі
  -  Володар (4): 2009/10, 2015/16, 2019/20, 2020/21

- Суперкубок Білорусі
  -  Володар (4): 2010, 2011, 2023, 2024

### У збірній
- Молодіжний чемпіонат Європи
  -  Бронзовий призер (1): 2011

### Індивідуальні
- У списку 22 найкращих гравців чемпіонату Білорусі (2): 2009, 2019
- Найкращий бомбардир чемпіонату Білорусі (1): 2020